# Tuiskon Ziller
Tuiskon Ziller, född den 22 december 1817 i Wasungen (Sachsen-Meiningen), död den 20 april 1882 i Leipzig, var en tysk filosof och pedagog. Han är som stiftare av Verein für wissenschaftliche Pädagogik (1868) den egentlige grundläggaren av den Herbartska skolan inom den tyska pedagogiken.
Ziller verkade först en kortare tid som gymnasielärare i Meiningen, förvärvade sig genom en rättsfilosofisk avhandling docentur i filosofi vid Leipzigs universitet 1853, stiftade vid detta lärosäte ett pedagogiskt seminarium med övningsskola 1862 och blev e.o. professor i pedagogik 1864. 
Ziller bidrog väsentligt till att utbreda Herbarts pedagogiska idéer genom det klara, bestämda sätt, på vilket han framställde dem, men lär inte kunna fritagas från att ha infört stridbar ensidighet och stel formalism i sin skola, vilket inte främjat den sunda pedagogiska utvecklingen. 
Hans huvudarbeten är Einleitung in die allgemeine Pädagogik (1856; 2:a upplagan 1901), Grundlegung zur Lehre vom erziehenden Unterricht (1865; 2:a upplagan 1884), Allgemeine Pädagogik (1886; 3:e uppl. 1892) och Allgemeine philosophische Ethik (1880; 2:a upplagan 1886). Sedan 1869 redigerade han "Jahrbuch des Vereins für wissenschaftliche Pädagogik".